# Сушобрег (бивше насеље)
Сушобрег је бивше насељено место у саставу старе општине Златар-Бистрица, Крапинско-загорска жупанија, Република Хрватска. 

## Историја
Новом територијалном организацијом у Хрватској, насеље Сушобрег је подељено између општине Коњшчина под именом Доњи Сушобрег, које је затим промењено у Сушобрег и општине Марија Бистрица под именом Горњи Сушобрег, које је затим промењено у Сушобрег Бистрички.

## Становништво
На попису становништва 1991. године, насељено место Сушобрег је имало 411 становника, следећег националног састава:
| Попис 1991.‍ | Попис 1991.‍ | Попис 1991.‍ | Попис 1991.‍ | Попис 1991.‍ |
| ----------- | ----------- | ----------- | ----------- | ----------- |
|             |             |             |             |             |
| Хрвати      | Хрвати      |             | 409         | 99,51%      |
| Срби        | Срби        |             | 2           | 0,48%       |
| укупно: 411 |             |             |             |             |